# سرفل برتقالي
سرفل برتقالي (الاسم العلمي:Chaerophyllum aurantiacum) هو نوع من النباتات يتبع جنس السرفل من الفصيلة الخيمية.